# Дорогів
До́рогів — село Івано-Франківському району Івано-Франківської області. Входить до складу Галицької міської громади.

## Розташування
Дорогів — село, яке розкинулося на правому березі річки Сівки, притоки Дністра, за 17 км від Галича, за 16 км від залізничної станції Мартинів. Село автошляхом з'єднане з Бурштином, Войниловом, Калушем. Населення — 1075 осіб. 

## Історія
Поблизу Колодієва в кілька стародавніх курганів.
Згадується 2 січня 1441 року у книгах галицького суду.
У податковому реєстрі 1515 року в селі документується 2 лани (близько 50 га) оброблюваної землі.
У реєстрі церков Войнилівського деканату на 4.03.1733 в Дорогові значиться церква Воскресіння Господнього, нова, священиком був Гаврило Чарнига, було 23 парафіян.
У 1906 році тут відбувся сільськогосподарський страйк.
В часи СРСР місцевий колгосп ім. Калініна спеціалізувався на виробництві молока.

## Сучасність
В селі є середня школа, клуб, бібліотека, медпункт, магазин, ощадна каса. Згідно з затвердженим планом село перебудовується. Вже споруджено 260 житлових будинків. У 2019 р. збудовано амбулаторію. До 2020 року було підпорядковане Галицькому районові. З 2020 входить в Івано-Франківський район.

## Населення

### Мова
Розподіл населення за рідною мовою за даними перепису 2001 року:
| Мова       | Кількість | Відсоток |
| ---------- | --------- | -------- |
| українська | 729       | 99.72%   |
| російська  | 1         | 0.14%    |
| білоруська | 1         | 0.14%    |
| Усього     | 731       | 100%     |

## Відомі люди

### Народилися
- Іван Павлович Синенко — сотник СБ[6]
- Козій Дмитро Федорович (1894—1978) — український есеїст, літературознавець, редактор. Член ОУП «Слово».
- Воронка Омелян Петрович «Варяг» (*1917 — †15.07.1947) — керівник суспільно-політичної референтури Калуського окружного проводу ОУН.[7]

### Померли
- Марійчин Андрій — «Тютюнник»  — сотенний сотні «Вітрогони».